# Ruth Bühren-Gamb
Ruth Bühren-Gamb (* 3. Juli 1922 in Siegen; † 18. Mai 1993 in Borgwedel) war eine deutsche Politikerin (SPD).
Die ausgebildete Industriekaufmann absolvierte während des Zweiten Weltkriegs im Jahr 1942 eine weitere Ausbildung als Schwesternhelferin beim Deutschen Roten Kreuz und ging in den Kriegseinsatz bis Kriegsende.
Nach Kriegsende wurde sie im Jahr 1947 Mitglied der Gewerkschaft sowie der SPD. Bei der Industriegewerkschaft Chemie-Papier-Keramik wurde sie Geschäftsführerin in Siegen und später ab 1951 in Bielefeld. Im Jahr 1964 wurde sie Referentin für berufliche Bildung und Frauenpolitik für den Hauptvorstand der Gewerkschaft Handel, Banken und Versicherungen in Düsseldorf.
Bei der Bundestagswahl im Jahr 1969 trat sie als Direkt-Kandidatin im Wahlkreis 77 Neuss-Grevenbroich an. Aufgrund einer schweren Erkrankung und einem Wohnortwechsel nach Bad Zwischenahn gab sie die Kandidatur auf. Zwischen 1971 und Juni 1978 wurde sie zur Leiterin des DGB Berufsfortbildungswerkes Oldenburg. Diese Erwachsenenbildungsstätte baute sie während ihrer Tätigkeit im Bereich in Niedersachsen-Nordwest auf.
Bühren-Gamb ist Trägerin des Bundesverdienstkreuzes am Bande. Sie war während der 9. Wahlperiode Mitglied des Niedersächsischen Landtages vom 21. Juni 1978 bis 20. Juni 1982.